# Toivo Ovaska
Toivo Johannes Ovaska (* 18. Dezember 1899 in Ruskeala; † 3. Januar 1966 in Helsinki) war ein finnischer Eisschnellläufer.
Ovaska, der für den Helsingin Luistelijat startete, belegte bei der Mehrkampf-Weltmeisterschaft 1923 in Stockholm den 15. Platz und bei der finnischen Meisterschaft 1923 den vierten Rang. Im folgenden Jahr wurde er bei der Mehrkampf-Weltmeisterschaft in Helsinki Sechster und bei der finnischen Meisterschaft erneut Vierter. Im Winter 1924/25 gewann er Bronze bei der finnischen Meisterschaft und errang den 16. Platz bei der Mehrkampf-Weltmeisterschaft 1925 in Leningrad. Im Jahr 1927 nahm er an der Mehrkampf-Weltmeisterschaft in Tampere und bei der finnischen Meisterschaft teil, die er beide aber vorzeitig beendete. Im folgenden Jahr belegte er bei der finnischen Meisterschaft den fünften Platz und bei den Olympischen Winterspielen in St. Moritz den 15. Platz über 1500 m sowie den 11. Rang über 500 m.

## Persönliche Bestleistungen
| Disziplin | Zeit        | Datum             | Ort        |
| --------- | ----------- | ----------------- | ---------- |
| 500 m     | 45,2 s      | 11. Februar 1928  | St. Moritz |
| 1000 m    | 1:36,1 min  | 21. Dezember 1927 | Helsinki   |
| 1500 m    | 2:27,5 min  | 24. Februar 1923  | Trondheim  |
| 5000 m    | 8:58,5 min  | 7. März 1928      | Helsinki   |
| 10.000 m  | 18:17,6 min | 24. Februar 1923  | Trondheim  |